# إريك مارتن (لاعب كرة قدم أمريكية)
إريك مارتن (بالفرنسية: Eric Martin)‏ هو لاعب كرة قدم أمريكية فرنسي، ولد في 8 نوفمبر 1961 في فان فيلك في الولايات المتحدة.

## وصلات خارجية
- إريك مارتن على موقع مرجع كرة القدم المحترفة.كوم (الإنجليزية)